# Franz G. Zenker
Franz Georg Zenker, auch Czenger (* 1782; † nach 1849), war geprüfter Chemiker und erster Koch des Fürsten Joseph von Schwarzenberg.
Franz Zenker sammelte 1800 in Frankreich am Hof von Jean-Jacques Régis de Cambacérès Erfahrungen als Koch und wurde nach seiner Rückkehr „Mundkoch“ Joseph von Schwarzenbergs. 1830 wurde er „Küchenmeister“. Er wohnte in Wien am Rennweg und erhielt 1824 ein Patent auf seine Verbesserung der Koch- und Fleischtöpfe. Verheiratet war er mit Angelicque Pauline Louise Comtesse de Velasco (* 1784 in Mons, Belgien).

## Veröffentlichungen
- Theoretisch-praktische Anleitung zur Kochkunst; 1817 (Digitalisat)
- Vollständige theoretisch-praktische Anleitung zur feineren Kochkunst; 1824 (Digitalisat)
- Comus-Geheimnisse über Anordnung häuslicher und öffentlicher, kleinerer und größerer Gastmahle, Pickeniks, Theezirkel etc: über das Credenzen des Nachtisches, der Weine usw.; nebst einer vollständigen Anleitung zur Transchirkunst ...; als Fortsetzung der sehr beliebten Kochbücher desselben Verfassers, und als Anhang zu jedem Kochbuche brauchbar; 1827
- Der Zuckerbäcker für Frauen mittlerer Stände; 1834 (Digitalisat)
- Nicht mehr als sechs Schüsseln! Ein Kochbuch für die mittleren Stände: 2 Bde.
- Die Küche des wohlhabenden Wieners, oder neuestes allgemeines Kochbuch; 1846 (Digitalisat)
- Neuestes Wiener Kochbuch, oder vollständige Anleitung unter Beseitigung alles Ueberkünstelten und für den allgemeinen Gebrauch ungeeigneten alle Gattungen Fleisch ..; 2. Aufl., 1849